# 直交多項式
数学における直交多項式列（ちょっこうたこうしきれつ、英: orthogonal polynomial sequence）または直交多項式系 (system of orthogonal polynomials) は、多項式の成す族（多項式列）であって、それに属するどの二つの多項式も適当な内積に関して直交するものをいう。
最も広く用いられる直交多項式列は古典直交多項式列と呼ばれる一群で、エルミート多項式列、ラゲール多項式列、ヤコビ多項式列やそれらの特別の場合としてのゲーゲンバウアー多項式列、チェビシェフ多項式列（チェビシェフ補間やクレンショ―＝カーティス求積に使われている）、ルジャンドル多項式列（ガウス・ルジャンドル公式による求積に使われている）などが含まれる。
直交多項式系に関する分野は、19世紀後半にチェビシェフによる連分数の研究から発展し、マルコフとスティルチェスが続いた。直交多項式系に関して業績・貢献のある数学者は多数いる（後述する）。

## 一変数および実測度の場合の定義
実数直線上定義された非減少函数 α が任意に与えられたとき、函数 f の α に関するルベーグ–スティルチェス積分
{\displaystyle \int f(x)\;d\alpha (x)}
が定義できる。この積分が任意の多項式に対して有限であるとき、多項式の対 f, g に対して内積
{\displaystyle \langle f,g\rangle =\int f(x)g(x)\;d\alpha (x)}
が定義される。この演算は多項式全体の成すベクトル空間上の半正定値内積であり、α が無限個の増加点を持つならば正定値になる。この内積に関して通常の仕方で直交性が定義できる（つまり二つの多項式が直交するとはそれらの内積が零であることをいう）。
このとき多項式列 (Pn)∞
n=0 (deg(Pn) = n) が直交系であるとは、m ≠ n のとき常に関係式
{\displaystyle \langle P_{m},\,P_{n}\rangle =0}
を満たすことを言う。即ち直交多項式列は単項式列 1, x, x2, … に与えられた内積に関するグラム–シュミットの直交化を施して得られる。

### 正規直交系
通常はさらに正規直交系、すなわち
{\displaystyle \langle P_{n},P_{n}\rangle =1}
となることも要求する (これを課すことにより直交多項式列は一意に定まる)。

### 絶対連続の場合
α がルベーグ測度 dx に対して絶対連続であるとき、すなわち適当な区間 [x1,x2]（x1 = −∞ および x2 = ∞ となってもよい）上に台を持つ非負函数 W を密度函数 (weight function) として
{\displaystyle d\alpha (x)=W(x)\,dx}
と書けるとき、内積も
{\displaystyle \langle f,g\rangle =\int _{x_{1}}^{x_{2}}f(x)g(x)W(x)\;dx}
の形に与えられる。しかし多くの直交多項式系の例において、測度 dα(x) は α の不連続点集合が正の測度を持ち、このような密度函数 W を与えることはできない。

## 直交多項式列の例

### 古典直交多項式列
もっともよく利用される直交多項式系は、実数直線上の適当な区間に台を持つ測度に対して直交するものである。例えば：
- 古典直交多項式列[1][2][3][4][6][7]: ヤコビ多項式列、ラゲール多項式列、エルミート多項式列、およびそれらの特別の場合のゲーゲンバウアー多項式列、チェビシェフ多項式列、ルジャンドル多項式列。
- ウィルソン多項式（英語版、中国語版）列[7]: ヤコビ多項式列の一般化であり、特別の場合としてマイズナー–ポラツェック多項式（英語版）列、連続ハーン多項式（英語版）列[8]および古典直交多項式列などを含み、アスキースキームによって記述される[6][9]。
- アスキー–ウィルソン多項式（英語版、フランス語版、中国語版）列はウィルソン多項式列に径数 {\displaystyle q} を導入 (q類似) して与えられる[2][10][6][11][9]。

### 離散直交多項式列
適当な離散測度に関して直交する多項式列は離散直交系であるという。この場合、測度が有限台、つまり多項式の無限列ではなく有限列となることもある。ラカー多項式列は離散直交多項式列の例であり、特別の場合としてハーン多項式列および双対ハーン多項式列を含む。したがってさらに特別の場合としてマイズナー多項式、クラウチューク多項式列、シャルリエ多項式などが含まれる。

### 篩直交多項式列
篩直交多項式列、例えば篩超球多項式列、篩ヤコビ多項式、篩ポラツェック多項式列など、は修正された漸化式を持つ。

### 単位円上の直交多項式列
ガウス平面上の適当な曲線に関する直交多項式系も考えられる。実数直線上を除いてもっとも重要な場合は、考える曲線が単位円の場合である。単位円上の直交多項式列には例えばロジャース–セゲー多項式列がある。
三角形や円板のような平面領域上で定義された直交多項式の族も存在する。それらの中には、ヤコビ多項式列を用いて書き表すことができるものもある。例えばゼルニケ多項式列は単位円板上で直交する。
単位正方形の半分の直角二等辺三角形上での直交多項式の族として Appell多項式がある.

## 性質
実数直線上の非負測度に関する一変数直交多項式列は以下のような性質を満たす。

### モーメントとの関係
直交多項式列 {Pn} をモーメント mn = ∫ xn dα(x) を用いて
{\displaystyle P_{n}(x)=c_{n}\det {\begin{pmatrix}m_{0}&m_{1}&m_{2}&\cdots &m_{n}\\m_{1}&m_{2}&m_{3}&\cdots &m_{n+1}\\\vdots &\vdots &\vdots &\vdots &\vdots \\m_{n-1}&m_{n}&m_{n+1}&\cdots &m_{2n-1}\\1&x&x^{2}&\cdots &x^{n}\end{pmatrix}}}
と表すことができる。ここに任意定数 cn は Pn の正規化に関するものである。

### 漸化式
直交多項式列 {Pn} は以下の形の漸化式
{\displaystyle P_{n}(x)=(A_{n}x+B_{n})P_{n-1}(x)+C_{n}P_{n-2}(x)}
を満足する。逆の結果は ファヴァールの定理を見よ。

### 零点
測度 dα が区間 [a, b] に台を持つならば Pn の零点は全て [a, b] に属する (この性質を応用したのが直交多項式による多項式補間、ガウス求積、ガウス＝クロンロッド求積法である。)。

#### 交絡性質
以下のような交絡性質 (interlacing property): 
m > n ならば Pm の各零点は必ず Pn の任意の二つの零点の間にある。
を満たす。

#### 重根の非存在
Pnの零点は全て相異なる実根である（重根を持たない）。

## 多変数の直交多項式列[17][18]
マクドナルド多項式列はアフィンルート系の選び方に依存して決まる多変数直交多項式系である。マクドナルド多項式列はその特別の場合として他の多くの多変数直交多項式族、例えばジャック多項式列、ホール–リトルウッド多項式列、ヘックマン–オプダム多項式列、コーンウィンダー多項式列などを含む。アスキー–ウィルソン多項式列はある種の階数 1 の非被約ルート系に対するマクドナルド多項式の特別な場合である。

## 研究者・専門家
直交多項式に関して業績・貢献のある数学者として以下が挙げられる。
- セゲー・ガーボル[21]
- セルゲイ・ベルンシュテイン
- Naum Akhiezer（英語版、フランス語版、ドイツ語版）
- Arthur Erdélyi（英語版、ドイツ語版）
- Yakov Geronimus（英語版）
- ヴォルフガンク・ハーン[8]
- Theodore Seio Chihara（英語版）[22][23]
- ムーラッド・イスマイル (en) [10][17]
- ワリード・アルサラム (en)
- リチャード・アスキー (en, fr, de)[6][7][11]
- ウォルター・ゴーチ (en)[24][25]